# Seznam papežů vládnoucích nejkratší dobu
Seznam papežů vládnoucích nejkratší dobu přináší přehled jedenácti papežů z historie, jejichž pontifikáty patří mezi nejkratší. Do seznamu není zahrnut papež Štěpán II., jehož pontifikát trval pouhé čtyři dny (23.–26. března 752), tudíž nestihl být slavnostně uveden do funkce a katolickou církví není od roku 1961 uznáván. Kdyby uznáván byl, byl by právě on vůbec nejkratší dobu vládnoucí papež v historii.

## Seznam

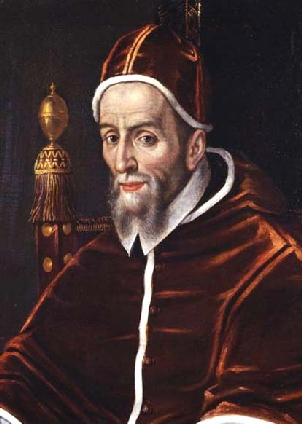
Urban VII.

Jan Pavel I.

Podle dat katolické církve:
| Místo     | Jméno papeže  | Ve funkci    | Ve funkci     | Ve funkci | Kolik dní |
| Místo     | Jméno papeže  | Měsíc        | Měsíc         | Rok       | Kolik dní |
| Místo     | Jméno papeže  | Od           | Do            | Rok       | Kolik dní |
| --------- | ------------- | ------------ | ------------- | --------- | --------- |
| 1.        | Urban VII.    | 15. září     | 27. září      | 1590      | 13 dní    |
| 2.        | Bonifác VI.   | duben        | duben         | 896       | 16 dní    |
| 3.        | Celestýn IV.  | 25. října    | 10. listopadu | 1241      | 17 dní    |
| 4. - 5.   | Sisinnius     | 15. ledna    | 4. února      | 708       | 21 dní    |
| 4. - 5.   | Theodor II.   | prosinec     | prosinec      | 897       | 21 dní    |
| 6.        | Marcellus II. | 10. dubna    | 1. května     | 1555      | 22 dní    |
| 7.        | Damasus II.   | 17. července | 9. srpna      | 1048      | 24 dní    |
| 8. - 9.   | Pius III.     | 22. září     | 18. října     | 1503      | 27 dní    |
| 8. - 9.   | Lev XI.       | 1. dubna     | 27. dubna     | 1605      | 27 dní    |
| 10. - 11. | Benedikt V.   | 22. května   | 23. června    | 964       | 33 dní    |
| 10. - 11. | Jan Pavel I.  | 26. srpna    | 28. září      | 1978      | 33 dní    |